# Macrobrachium niloticum
Macrobrachium niloticum är en kräftdjursart som först beskrevs av Pierre Roux 1833.  Macrobrachium niloticum ingår i släktet Macrobrachium och familjen Palaemonidae. Inga underarter finns listade i Catalogue of Life.